# Villasus
Villasus es un despoblado que actualmente forma parte del concejo de Retes de Tudela, que está situado en el municipio de Arceniega, en la provincia de Álava, País Vasco (España).

## Toponimia
A lo largo de los siglos ha sido conocido también con el nombre de Villasuso.

## Historia
Documentado desde 1770, a mediados del siglo XIX se daba por despoblado.